# Epeus mirus
Epeus mirus là một loài nhện trong họ Salticidae.
Loài này thuộc chi Epeus. Epeus mirus được Elizabeth Maria Gifford Peckham & George William Peckham miêu tả năm 1907.